# Кров спокути
Кров спокути (англ. Blood of Redemption) — американський фільм 2013 року.

## Сюжет
Аксель охоронець Куїнна, сина відомого мафіозі. Одного разу весь їх кримінальний клан руйнується, батька вбивають, сина садять в тюрму, в правлінні з'являються нові люди. Аксель починає розслідування і пошуки винуватців цієї змови. А коли виходить з в'язниці його колишній підопічний Куїнн, вони разом вирішують помститися своїм кривдникам, що зруйнували їх міцну сім'ю.

## У ролях
| Актор                | Роль            |
| -------------------- | --------------- |
| Дольф Лундгрен       | Аксель          |
| Вінні Джонс          | Кемпбелл        |
| Біллі Зейн           | Куїнн           |
| Джанні Капальді      | Курт            |
| Роберт Даві          | Хайден          |
| Роберт Міано         | Серж            |
| Массі Фурлан         | Борис           |
| Ладон Драммонд       | агент Вест      |
| Стефані Рей Андерсон | ескорт 1        |
| Менні Айала          | найманий вбивця |